# Azumanga Daioh
Azumanga Daioh (あずまんが大王) é uma série de mangá escrita e ilustrada por Kiyohiko Azuma em fevereiro de 1999 a junho de 2002 pela revista Dengeki Daioh. Azumanga Daioh foi desenhado em uma série de tiras cômicas de quatro quadros chamado yonkoma (similar às tiras de jornais ocidentais). Foi adaptada em um anime, Azumanga Daioh: The Animation, exibido em 2002 no Japão.
O anime foi ao ar de 8 de abril de 2002 até 30 de setembro de 2002, produzido pela J.C.Staff, e exibido pela TV Tokyo, TV Aichi, TV Osaka e AT-X, em segmentos de cinco minutos em cada dia da semana, e uma compilação de 25 minutos por semana, totalizando em 130 episódios de 5 minutos, que podem ser vistos alternativamente como 26 episódios de 25 minutos.
Há também dois outros episódios: The Very Short Azumanga Daioh Movie - um trailer de seis minutos exibido nos cinemas em 2000 como uma prévia da série Azumanga Web Daioh, um piloto de quatro minutos que apareceu por um tempo limitado no site oficial japonês de Azumanga Daioh. Web Daioh foi planejada como uma versão do mangá lançado apenas para a internet. Porém, o sucesso da série fez com que os produtores abandonassem essa ideia, a favor de uma série de televisão. O piloto apresentava dubladores, trilhas sonoras e animação diferentes da série final.
Após o término do anime, surgiu um boato de que a TBS, patrocinada pela Suntory, estaria produzindo uma versão live-action da série, intitulada Azudorama Da Yo! ou Azumanga Daioh: The Drama, que acabou sendo falso.
No Brasil o mangá é publicado pela NewPOP.

## Estilo e legado
A série atingiu o patamar de clássico cult pois é distintamente diferente - não existe romance para prolongar a trama, as únicas metas da série podem ser consideradas como sendo as mesmas metas de estudantes colegiais de todo lugar: conseguir notas passáveis, fazer amigos e aturar os ditos amigos. Nada de super-poderes, instrumentos ou bugigangas, nem de salvar o mundo de perigos diariamente, apenas a simplicidade e surpresas da vida cotidiana.
No Japão, o mangá de Azumanga Daioh foi nomeado um trabalho recomendado pelo júri na sexta Japan Media Arts Festival em 2002.
No livro Manga: The Complete Guide, Jason Thompson o descreve como "uma comédia encantadora" e "uma calma maestria do formato de quatro-quadros", elogiando o tempo cômico e uso de piadas recorrentes. Ele disse que um dos melhores pontos da série é sua "escrita focada nos personagens", mas avisa que a sua natureza de humor e piadas moe que envolvem o "professor vagamente pedófilo" pode assustar leitores novos ou pessoas que não estejam acostumadas com esse tipo de humor.  Ele disse depois que Azumanga Daioh tinha um tipo de moe "quase totalmente inocente", centrado na "espiação do mundo casto das meninas" onde "garotas adoráveis fazem coisas adoráveis". O dicionário de mangá Francês Dicomanga notou que apesar do tipo de moe da série ser voltado para otakus, ele também atraiu a atenção de leitoras mulheres por celebrar a "amizade e o bom humor entre garotas."
Marc Hairston descreveu Azumanga Daioh como sendo "ligeiramente desarticulado", com humor "frequentemente oblíquo" e "culturalmente tendencioso" e diz que é tanto "mais leve" quanto "mais irônico" que Maria-sama ga Miteru, descrevendo os personagens de Azumanga como "indivíduos com personalidades um tanto quanto não convencionais". Mark Thomas, do Mania.com, diz que cada personagem têm um "traço de personalidade marcante que é alavancado a níveis absurdos" e que cada um se contrasta com os de outros personagens (foil), que acabam por destacar esses traços não os deixando se tornarem repetitivos, chatos ou não críveis. Thomas disse também que o formato yonkoma não é próprio para "enredos com arcos complexos", e a estória é apresentada como "passagens rápidas de momentos aleatórios de suas rotinas diárias", ressaltando que a narrativa é focada totalmente nas personagens. Patrick King, do Anime Fringe, considerou-o um dos "mangás mais engraçados, mais adoráveis que eu já li". A IGN ressaltou a ausência de arte de fundo, mas diz que as expressões faciais dos personagens tampa esse detalhe.
Fred Patton do Animation World Magazine descreveu o anime como "deliciosamente gracioso, sendo até mesmo uma janela educacional sobre como realmente é a vida em uma escola secundária japonesa". Chris Beveridge do Anime on DVD, afirmou que "Há muitas risadas aqui e um elenco de personagens que crescem rapidamente dentro de você ao ir aos poucos descobrindo aqueles que você gosta e aqueles que não." Andrew Shelton do Anime Meta explica que "As personagens das garotas são extremamente bem apresentadas. A observação ímpar e a habilidade de capturar expressões torna o anime incrivelmente divertido de assistir além de cumprir com os requerimentos necessários para a estória. A ação e a comédia rica também são representadas maravilhosamente. Há tanto significado, e charme, mesmo na menor das expressões." Os analisadores do THEM Anime e Anime News Network notaram que espectadores que já graduaram-se no ensino médio iriam se sentir nostálgicos ao assistir Azumanga Daioh.
O mangá licenciado foi incluído na lista de top 25 mangás recomendados pela International Correspondence Retailers Guide to Anime/Manga. A dublagem americana da série foi bem recebida, ganhando seis ADR Awards de fãs que votaram em AnimeonDVD.com e Dubreview.com. Quatro das personagens garotas foram incluidas no top 100 de heroínas de anime em 2002 da revista Newtype: Ayumu Kasuga/Osaka foi premiada com o 7º lugar, Chiyo Mihama - Chiyo-chan, o 11º, Sakaki - 21º, e Koyomi Mizuhara - 78º. Juntas fizeram com que Azumanga Daioh fosse a segunda série mais popular com personagens femininas em 2002. Algumas cenas envolvendo a aleatoriedade e Engrish de Ozaka e o pai de Chiyo foram berço para vários memes de internet.

## Título da série
O título da série não possui significância na história. Azumanga é uma junção de "Azuma" (nome do criador) com mangá, enquanto "Daioh" vem do nome da revista originalmente publicada, Dengeki Daioh. Daioh é mencionado no fim dos episódios, durante as prévias do próximo episódio, com significado para "Rei" ou "Grande rei".
O nome "Azumanga" é um termo geral usado pelo autor para descrever todas as suas obras.

## Personagens
Seis colegiais e duas professoras são as principais personagens, e mais algumas personagens secundárias, incluindo um professor medonho com uma obsessão anormal por meninas adolescentes (conhecidas no meio otaku como lolicon) e uma colegial que é apaixonada por sua colega Sakaki.

### Estudantes
Chiyo Mihama (美浜 ちよ) - Mais conhecida por Chiyo-chan. Uma criança, de dez anos (no começo do anime), com um conhecimento incrível, que pulou 4 séries (ainda apresentando os melhores resultados da classe). É rica e diz que vai fazer a faculdade no exterior. Tem uma casa muito grande e um cachorro também. Seus pais nunca aparecem e ela normalmente está de Maria-Chiquinha. Nas férias de verão, leva as amigas (incluindo Yukari Tanizaki e Minamo Kurosawa) para sua casa de praia. No 3° ano, passa a assessorar Osaka nos estudos e revisões para os exames de admissão para a Universidade.
Tomo Takino (滝野 智) - Tomo é uma menina energética e super-competitiva (mas não atlética), também muito descuidada. Ela consegue incrivelmente irritar todo o mundo em volta dela, especialmente Yomi, sua amiga desde o ginásio. Acha que é bobagem estudar e sempre leva bronca de Yukari-sensei, apesar de suas claras semelhanças com a mesma.
Koyomi "Yomi" Mizuhara (水原暦) - A melhor amiga de Tomo, que já a suporta desde o ginásio. Tem uma certa obsessão por se manter magra, criando dietas para reduzir o peso, apesar de não necessitar; geralmente, elas falham. Costuma apresentar bons resultados na escola; porém, teve de ir pela 3ª via nos exames de admissão na Universidade.
Sakaki (榊) - Alta, Sakaki fica desconfortável com sua altura. Ela não fala muito e é meio tímida, mas muito boa nos esportes. Ama tudo o que é fofo, principalmente os animais, em especial os gatos. Não pode tê-los em casa, pois a mãe é alérgica. É constantemente hostilizada por um gato de rua, Kamineko, do qual ela incansavelmente tenta se aproximar.
Ayumu Kasuga (春日歩) - Mais conhecida por Osaka (大阪), por ter vindo de lá. A princípio, sofreu com o estereótipo do habitante de Kansai (Agitado, barulhento). Porém, não poderia ser mais diferente; é lenta no raciocínio e extremamente distraída, aparentando estar integralmente fora do ar. Seus diálogos costumam vir carregados de non-sequiturs e observações fora de foco. Se esforça para se concentrar quando necessário, embora geralmente isso atrapalhe sua concentração.
Tem uma curiosa afinidade por lesmas do mar, e um peculiar senso de humor. Em uma cena do episódio 25 do anime ela tem um diálogo bizarro com o pai da Chiyo, que é um gato flutuante, e ao expressar sua surpresa ela grita "OH MY GAH!" (Oh, my god!) em um sotaque tipicamente Engrish, soando altamente cômico para falantes nativos de Inglês e gerando muitos memes com a expressão na internet.
Kagura (神楽) - Aparece no meio do anime, juntando-se à turma apenas no 2º ano. No começo, era da Sala 5, dirigida por Minamo, rival da Sala 3, de Yukari. Fez sua aparição nos Jogos Escolares, disputando assiduamente com Sakaki-san nas competições de atletismo. Apesar de ser uma atleta bem treinada, não conseguiu vencer a disposição física natural de Sakaki-san. Quando entrou na Sala 3, se aproximou de Sakaki e das demais meninas. Apresentou um desempenho baixo na escola, mas, ainda assim, ingressou de primeira via na universidade. Do início ao final da série, demonstrou respeito e admiração por sua mentora, Minamo Kurosawa, mesmo depois de ter ido para a outra turma.
Kaori (かおり) - Chamada de Kaorin pelos seus colegas, ela é uma menina interessada em Astronomia, Artes e Artesanato. Tem uma profunda admiração pela Sakaki. No 3º ano, muda de sala, ela sai da classe da Yukari-sensei para a classe do Kimura-sensei, onde este lhe atormenta todo dia.
Chihiro (ちひろ) - Colega de classe e melhor amiga da Kaorin.

### Professores
Yukari Tanizaki (谷崎ゆかり) - Mais chamada pelas alunas de Yukari-sensei. Uma professora de inglês, que tem uma relação muito "forte" com suas alunas. Dependendo do dia, tempo ou seus modos ela pode ser uma cruel ou uma doce professora. Ela dirige terrivelmente mal e seu carro já está em um péssimo estado. Nas férias de verão, nas quais geralmente ela e Minamo fornecem o transporte, os que vão a bordo do "Yukarimóvel" (como foi apelidado por Tomo Takino) terminam a viagem psicologicamente marcados (uma exceção foi Tomo, que apreciou muito a viagem). É muito enérgica e competitiva, querendo sempre ganhar de Nyamo, professora que foi sua ex-colega de classe, com quem insiste em rivalizar.
Minamo Kurosawa (みなもの黒沢) - Chamada de Nyamo por Yukari e pelas personagens principais. Uma professora de Educação Física bastante habilidosa e atenciosa para com seus alunos. Yukari é sua amiga de infância, e está sempre disposta a competir com ela.
Kimura (木村) - Personagem do sexo masculino que mais aparece na série, Kimura-sensei é um professor obsessivo por meninas colegiais e vive espiando elas, principalmente nas aulas de natação da Nyamo. Curiosamente anda com a boca aberta o tempo todo. Tem uma esposa e uma filha.

### Outros personagens
Esposa do Kimura (木村の夫人) - Conhecida como a esposa do Kimura, seu nome não é revelado na série. Tem uma personalidade que as persongens definem como "angelical". Aparece na primeira vez quando o Prof. Kimura deixa uma foto de sua família cair da carteira e se dirige a ela dizendo "My waifu." (wife em Engrish).

### Animais
Pai da Chiyo (ちよ父) - É um gato amarelo que aparece nos sonhos e na imaginação da Osaka. Também aparece aleatoriamente durante as cenas. Ele se tornou um meme por uma cena do episódio 25 do anime onde ele aparece para Osaka flutuando e fala, em Engrish, a frase "How are you? Fine, thank you. I wish I were a bird." O fato dele aparecer ma cena do nada, perguntar "Como você está?", responder sua própria pergunta e logo depois expressar seu desejo por ser um pássaro, além de afirmar ser o pai de uma garota humana, é de uma aleatoriedade tão grande que se tornou notoriamente cômica, especialmente para o público ocidental, juntamente com a expressão de surpresa da Osaka.
Kamineko (かみねこ) - É um gato cinza que Sakaki vê, as vezes, no caminho para a escola. Toda vez que Sakaki tenta acaraciá-lo, ele acaba a mordendo.
Tadakichi (忠吉さん) - É um cachorro branco, conhecido como Tadakichi-san, é o cão de estimação da Chiyo-chan.
Maya (マヤー) - É um gato selvagem da ilha de Iriomote, que as meninas encontram durante a viagem em Okinawa, é muito apegado a Sakaki. Maya é diminutivo de Yamamaya.

## Músicas
- Tema de abertura - "Soramimi Cake" - Oranges & Lemons
- Tema de encerramento - "Raspberry Heaven" - Oranges & Lemons